# Neptis cacharica
Neptis cacharica är en fjärilsart som beskrevs av Butler 1879. Neptis cacharica ingår i släktet Neptis och familjen praktfjärilar. Inga underarter finns listade i Catalogue of Life.